# جون شيلدون
جون شيلدون (بالإنجليزية: John Sheldon)‏ هو سائق سباق بريطاني، ولد في 2 ديسمبر 1946.

## روابط خارجية
- جون شيلدون على موقع DriverDB.com (الإنجليزية)